# سلف صالح
سلف یا سلف صالح (عربی: السلف الصالح) به معنی پیشگامان درستکار و عادل است. 
در اصطلاح خاص اسلامی، سلف به سه گروه زیر گفته می‌شود:
- صحابه : (عربی: الصحابه: یاران) به معنی کسانی است که محمد را دیده و در زمان حیات او، دین اسلام را پذیرفتند. کسانی چون عبدالله بن ابی که نفاق آن‌ها در زمان محمد، پدیدار گشته‌است، جزو صحابه محسوب نمی‌شوند. صحابه معمولاً به دو گروه انصار و مهاجرین تقسیم‌بندی می‌شوند. به زنان صحابه لفظ صحابیات گفته می‌شود.
- تابعین: (عربی: التابعین، «پیروی کنندگان») به کسانی که زمان حیات محمد را درک نکردند اما صحابه محمد را دیده و در زمان حیات آن‌ها دین اسلام را پذیرفته‌اند، و در حال ایمان مرده‌اند لفظ تابعی گفته می‌شود.
- تابع تابعین: (عربی: تابع التابعین، «پیروی کنندگان از پیروی کنندگان») به کسانی که زمان حیات محمد و صحابه را درک نکردند اما تابعین را دیده و دین اسلام را از تابعین فراگرفته‌اند لفظ تابع تابعین گفته می‌شود.

مذهب اسلاف صالح (سلفی یا سلفیت) ؛
اشتباهی وجود دارد که اسلام صرفا بر دو بخش شیعه و سنی است، در حالی که مذاهبی همچون اباضی، علوی، صوفی ، ایزدی و غیره را داریم که جدای از سنی و شیعه می باشد.  حدود ۲۰۰ سال قبل در حدود نجد عربستان، عده از روشنفکران به این نتیجه رسیدند که: پیشوایان ۴ گانه ی اهل سنت، انسان هایی درستکار بوده اند اما هیچ یک از ایشان زمانه ی رسول خدا را درک نکرده بوده اند و احکام و عقاید را صرفا از قرآن و حدیث استخراج نموده اند. ضمنا این ۴ پیشوا ، انسان معمولی نیز بوده اند. و اکنون نیز انسان هایی معمولی و درستکار را داریم که با دسترسی به قرآن و حدیث، می توانند احکام و عقاید را استخراج نمایند بعلاوه که در عصر خودمان نیز هستند و می توان جهت سوالات، بدان ها رجوع کرد. اکنون نیز نیمی از جمعیت خلیج فارس، پیرو مذهب سلفیت هستند. خاندان آل سعود نیز پیرو این مذهب هستند. اسلاف صالح دارای احکامی بسیار سهل و راحت هستند (مثلا الزامی ندارند که نمازهای یومیه را حتما در ۵ وعده ی مجزا ادا کنند)؛ حتی در بسیاری احکام بسیار شبیه به تشیع هستند. اما در عقاید، اتفاقا تضاد زیادی با تشیع دارند. 
اسلاف صالح در ایران؛
مهمترین مناطق پیرو اسلاف صالح در ایران، مربوط به جنوب بلوچستان و شهرستان های زرآباد و سراوان می باشد. اسلاف و احناف بلوچ ، گرچه همدیگر را احترام می کنند، اما ائمه جمعه و مصلی جمعه ی متفاوتی دارند. حتی اوقات اذان نیز تفاوت هایی دارد. گفته می شود که نخستین مبلغین اسلاف، محصلین بازگشته از خلیج فارس، در حدود انقلاب بوده اند. اکنون ، سلفیت دارای بیشترین سرعت رشد (در قیاس با تمامی فرقه ها در تمامی ادیان جهان) ، دارا است.

## سلف در نظر اهل سنت
اقتدا به سلف صالح و پیروی از ایشان از اصول اعتقادی اهل تسنن است با این تفاوت که اهل سنت اعتقاد به عدل صحابه دارند اما تابعین را عادل نمی‌دانند. اقتدا به سلف صالح در نظر اهل سنت به معنی پیروی کورکورانه است. از محمد غزالی نقل شده‌است که: «آنچه از پیامبر صلی الله علیه  و سلم به ما رسید آن را به سر و دیده گرفتیم، آنچه از صحابه رضی الله عنهم رسید بعضی گرفتیم و بعضی نهادیم، و اما آنچه از تابعین رسید، بدانید که ایشان برای خود کسی هستند و ما هم کسی هستیم»

## سلف در احادیث
تنها حدیثی که به اندیشه سلف صالح اشاره دارد از صحیح بخاری است که ابوسعید خذری از قول محمد بن عبدالله نقل کرده‌است: «بهترین مردم این‌ها هستند در عصر من زندگی می‌کنند، و پس از ایشان کسانی که پس از اینان می‌آیند، و آن گاه کسانی که پس از آن خواهند آمد»

## سلف در قرآن
واژه سلف دو بار در قرآن ذکر شده‌است:
«اما هنگامی که ما را به خشم آوردند، از آنها انتقام گرفتیم و همه را غرق کردیم؛ و آن‌ها را پیشگامان (اسلاف) در عذاب و عبرتی برای دیگران قرار دادیم.» (سوره زخرف، آیات ۵۵ و ۵۶)
«به آنها که کافر شدند بگو: چنانچه از مخالفت بازایستند، (و ایمان آورند) گذشته آنها بخشیده خواهد شد؛ و اگر به اعمال سابق بازگردند، سنت خداوند در گذشتگان (اسلاف)، دربارهٔ آن‌ها جاری می‌شود (;و حکم نابودی آنان صادر می‌گردد).» (سوره انفال، آیات ۳۷ و ۳۸)